# Neptis nicobule
Neptis nicobule är en fjärilsart som beskrevs av Holland 1892. Neptis nicobule ingår i släktet Neptis och familjen praktfjärilar. Inga underarter finns listade i Catalogue of Life.